# 쓴귤
쓴귤(-橘)은 운향과의 과일 나무(상록 소교목)이다. 귤속의 잡종 재배식물로, 포멜로(C. maxima)와 감귤나무(C. reticulata) 간의 자연 교잡을 통해 생겨났다. 비터오렌지(bitter orange)라고도 불린다. 동아시아에서 자라는 것을 광귤(daidai)로, 유럽에서 자라는 것을 쓴귤(aurantium)로 불러 구분하기도 하며, 구분하지 않고 통틀어 쓴귤(비터오렌지)로 부르기도 한다. "스위트오렌지" 또는 그냥 "오렌지"로 불리는 당귤나무와 유전적으로 아주 유사하지만, 열매가 달지 않고 오히려 쓴맛이 나서 식용하기 어렵다. 중국이 기원인 것으로 추측되며, 열대 및 아열대 지역에서 널리 재배된다.다나카 체계 등에서는 식물학적 종(Citrus × aurantium L.)으로 보기도 한다.

## 갤러리

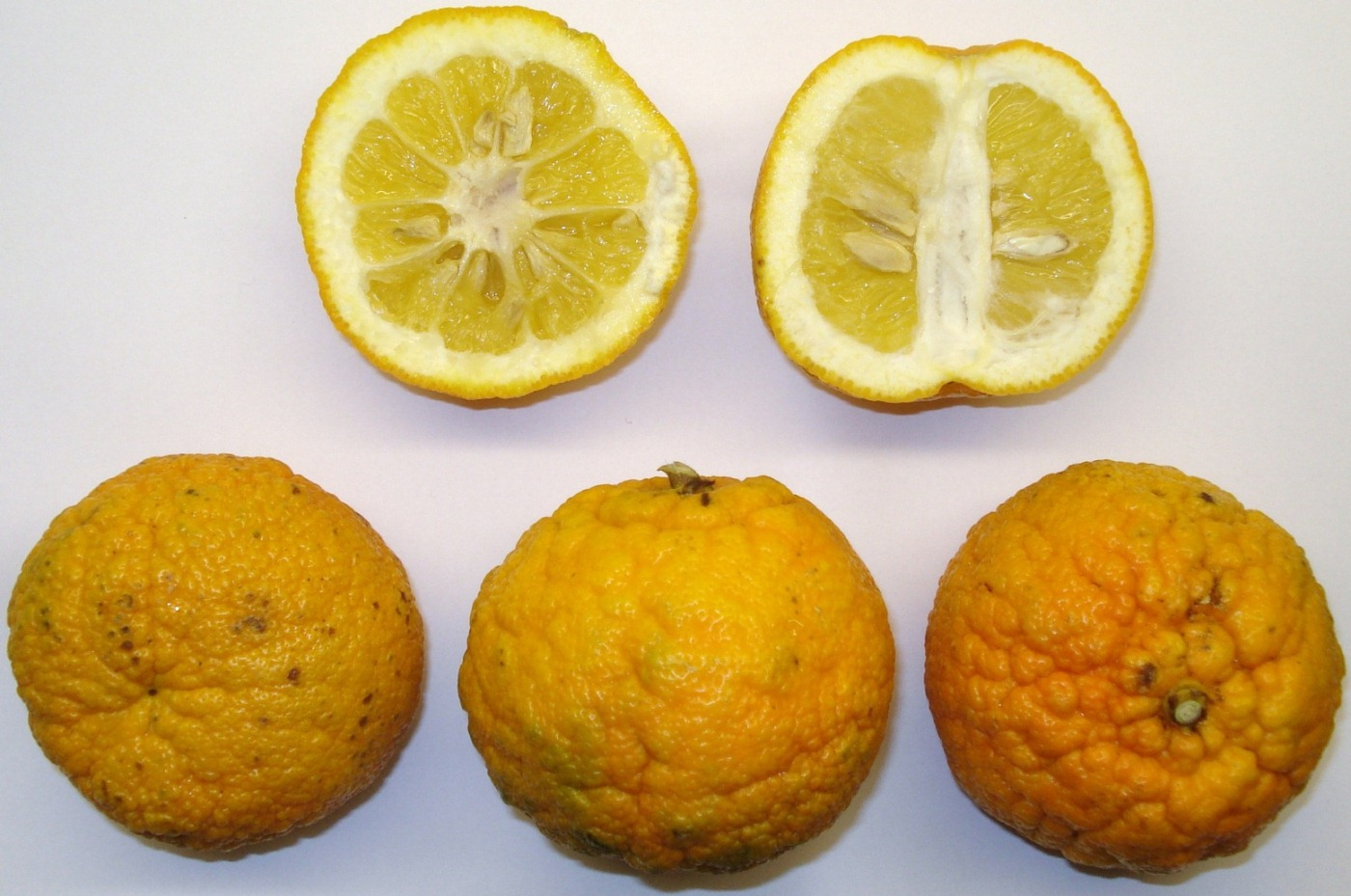
열매 단면